# Aeropuerto de Bratislava-Milan Rastislav Štefánik
El Aeropuerto Milan Rastislav Štefánik (en eslovaco: Letisko Milana Rastislava Štefánika) (IATA: BTS, OACI: LZIB), también llamado Aeropuerto de Bratislava (eslovaco: Letisko Bratislava), en Bratislava es el principal aeropuerto internacional de Eslovaquia. 
Fue nombrado en homenaje al general Milan Rastislav Štefánik, cuya aeronave se estrelló en Bratislava en 1919. El aeropuerto es administrado por Airport Bratislava, A.S. (BTS), una compañía pública de responsabilidad limitada. Hasta mayo de 2004, el aeropuerto era administrado por la entidad estatal Slovenská Správa Letísk (Administración de Aeropuertos de Eslovaquia).

## Ubicación y accesos

### Localización
Está ubicada a 9 km (5,59 millas) al noreste del centro de la ciudad, ocupando una superficie de 4,47 km² y es conocida por su extraordinariamente buenas condiciones climáticas.
El Aeropuerto de Bratislava está ubicado a una hora por carretera de Viena (Austria), Brno (República Checa) y Győr (Hungría), cubriendo un área de influencia que abarca cuatro países.

### Accesos
Al Aeropuerto de Bratislava se accede desde el centro de la ciudad, que se encuentra a unos 12 km por la Autopista D1. El ramal 61 del transporte público conecta el aeropuerto con el centro de la ciudad y la Estación Central de Trenes. Varios autobuses también operan desde el aeropuerto con destino a Viena. La parada de taxis se encuentra cerca de la entrada al aeropuerto.

## Características

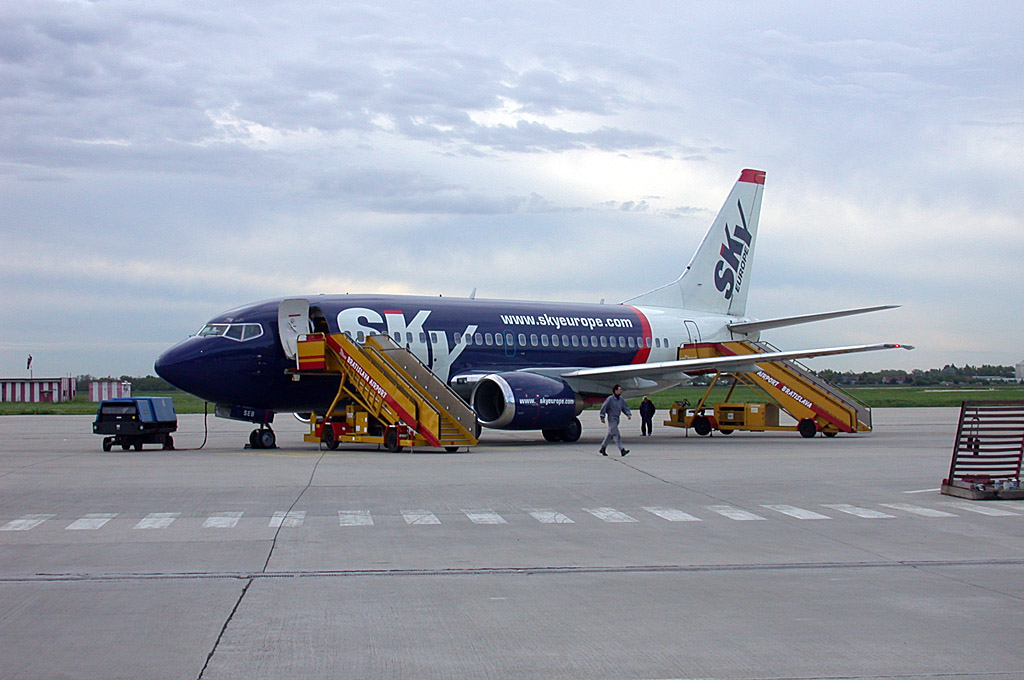
Boeing 737-500 de SkyEurope en Bratislava.

Opera vuelos regulares e irregulares, tanto domésticos como internacionales. La actual pista permite el aterrizaje de cualquier tipo de aeronave utilizada en el mundo en la actualidad.
El aeropuerto cuenta con dos pistas perpendiculares (04/22 y 13/31), los cuales fueron reconstruidos totalmente en la década de 1980. La pista 13/31 cuenta con la categoría 2 de la OACI para la aproximación y aterrizaje.
La capacidad del aeropuerto es actualmente de unos 2 millones de pasajeros. Cuenta con dos terminales: Terminal A de salidas, construido en 1971, y la Terminal B de llegadas, construida en 1994. Una ampliación de la Terminal B y la construcción de una nueva torre de control fueron llevadas a cabo en la década de 1990. El número de pasajeros disminuyó temporalmente a principios de la década de 1990 debido a la competencia del cercano Aeropuerto Internacional de Viena (que se encuentra a tan sólo 55 km de distancia del Aeropuerto de Bratislava) y luego en el período 1999/2000, pero desde entonces está creciendo rápidamente. En el 2005, el aeropuerto tuvo un tráfico de 1.300.000 pasajeros, y en el 2006 casi 2 millones de pasajeros. Se espera un aumento mayor.
Instalaciones y facilidades: cuenta con casas de cambio, sala de primeros auxilios, guarda de maletas, depósito de maletas extraviadas, restaurantes, bares y cafés, sala VIP, Sala de Club Ejecutivo, tiendas libres de impuestos, alquiler de autos, entre otros. También hay facilidades para las personas con capacidades reducidas. El estacionamiento cercano al aeropuerto cuenta actualmente con 470 plazas para vehículos y es utilizado para estacionamientos por períodos cortos y largos. 
Los principales destinos de los vuelos regulares en términos de pasajeros en el 2004 fueron: Praga, París-Orly, Londres-Stansted, Košice, Ámsterdam, Moscú y Múnich. Las principales aerolíneas en el 2004 fueron: SkyEurope (48% de los pasajeros), Slovak Airlines (19% de los pasajeros), Czech Airlines (9,7%), Austrian Airlines (4,5%) y Air Slovakia (5%). En su mejor momento, la cuota de participación de SkyEurope en vuelos regulares alcanzó un 59%.

## Aerolíneas y destinos

### Vuelos internacionales
| Ciudades por países  | Nombre del aeropuerto                                    | Aerolíneas           | Aeronaves | Frecuencias semanales |         |
| America              | America                                                  | America              | America   | America               | America |
| -------------------- | -------------------------------------------------------- | -------------------- | --------- | --------------------- | ------- |
| República Dominicana |                                                          |                      |           |                       |         |
| Punta Cana           | Aeropuerto Internacional de Punta Cana                   | World2Fly            | A350-900  |                       |         |
| Cuba                 |                                                          |                      |           |                       |         |
| Santa Clara          | Aeropuerto Internacional Abel Santamaría                 | World2Fly            | A350-900  |                       |         |
| África               |                                                          |                      |           |                       |         |
| Egipto               |                                                          |                      |           |                       |         |
| Hurgada              | Aeropuerto Internacional de Hurghada                     | Air Cairo            | A32x      |                       |         |
| Asia                 |                                                          |                      |           |                       |         |
| Chipre               |                                                          |                      |           |                       |         |
| Pafos                | Aeropuerto Internacional de Pafos                        | Ryanair (estacional) | B737      |                       |         |
| EAU                  |                                                          |                      |           |                       |         |
| Dubái                | Aeropuerto Internacional de Dubái                        | Flydubai             | B737      |                       |         |
| Vietnam              |                                                          |                      |           |                       |         |
| Phú Quốc             | Aeropuerto Internacional de Phú Quốc                     | World2Fly            | A350-900  |                       |         |
| Europa               |                                                          |                      |           |                       |         |
| Bélgica              |                                                          |                      |           |                       |         |
| Charleroi            | Aeropuerto de Charleroi-Bruselas Sur                     | Ryanair              | B737      |                       |         |
| Bulgaria             |                                                          |                      |           |                       |         |
| Burgas               | Aeropuerto de Burgas                                     | Ryanair (estacional) | B737      |                       |         |
| Sofía                | Aeropuerto de Sofía                                      | Wizz Air             | A32x      |                       |         |
| Dinamarca            |                                                          |                      |           |                       |         |
| Copenhague           | Aeropuerto de Copenhague-Kastrup                         | Ryanair              | B737      |                       |         |
| España               |                                                          |                      |           |                       |         |
| Lanzarote            | Aeropuerto César Manrique-Lanzarote                      | Ryanair              | B737      |                       |         |
| Málaga               | Aeropuerto de Málaga-Costa del Sol                       | Ryanair (estacional) | B737      |                       |         |
| Palma de Mallorca    | Aeropuerto de Palma de Mallorca                          | Ryanair (estacional) | B737      |                       |         |
| Francia              |                                                          |                      |           |                       |         |
| Beauvais             | Aeropuerto de Beauvais Tillé                             | Ryanair              | B737      |                       |         |
| Grecia               |                                                          |                      |           |                       |         |
| Atenas               | Aeropuerto Internacional de Atenas-Eleftherios Venizelos | Aegean Airlines      | A32x      |                       |         |
| Corfú                | Aeropuerto de Corfú-Ioannis Kapodistrias                 | Ryanair (estacional) | B737      |                       |         |
| Salónica             | Aeropuerto Internacional de Salónica-Macedonia           | Ryanair              | B737      |                       |         |
| Irlanda              |                                                          |                      |           |                       |         |
| Dublín               | Aeropuerto de Dublín                                     | Ryanair              | B737      |                       |         |
| Italia               |                                                          |                      |           |                       |         |
| Alghero              | Aeropuerto de Alghero-Fertilia                           | Ryanair (estacional) | B737      |                       |         |
| Bérgamo              | Aeropuerto de Bérgamo-Orio al Serio                      | Ryanair              | B737      |                       |         |
| Bolonia              | Aeropuerto Guglielmo Marconi de Bolonia                  | Ryanair              | B737      |                       |         |
| Roma                 | Aeropuerto de Roma-Ciampino                              | Ryanair              | B737      |                       |         |
| Macedonia del Norte  |                                                          |                      |           |                       |         |
| Skopie               | Aeropuerto Internacional de Skopie                       | Wizz Air             | A32x      |                       |         |
| Malta                |                                                          |                      |           |                       |         |
| Malta                | Aeropuerto Internacional de Malta                        | Ryanair              | B737      |                       |         |
| Países Bajos         |                                                          |                      |           |                       |         |
| Eindhoven            | Aeropuerto de Eindhoven                                  | Ryanair              | B737      |                       |         |
| Reino Unido          |                                                          |                      |           |                       |         |
| Birmingham           | Aeropuerto de Birmingham                                 | Ryanair              | B737      |                       |         |
| Edimburgo            | Aeropuerto de Edimburgo                                  | Ryanair (estacional) | B737      |                       |         |
| Leeds                | Aeropuerto de Leeds-Bradford                             | Ryanair              | B737      |                       |         |
| Londres              | Aeropuerto de Londres-Luton                              | Wizz Air             | A32x      |                       |         |
| Londres              | Aeropuerto de Londres-Stansted                           | Ryanair              | B737      |                       |         |
| Mánchester           | Aeropuerto de Mánchester                                 | Ryanair              | B737      |                       |         |
| Ucrania              |                                                          |                      |           |                       |         |
| Járkov               | Aeropuerto Internacional de Járkov                       | SkyUp                | B737      |                       |         |
| Kiev                 | Aeropuerto Internacional de Boryspil                     | Ryanair SkyUp        | B737      |                       |         |
| Kiev                 | Aeropuerto Internacional de Kiev                         | Wizz Air             | A32x      |                       |         |
| Lviv                 | Aeropuerto Internacional de Lviv-Danylo Halytskyi        | SkyUp Wizz Air       | B737 A32x |                       |         |
| Odesa                | Aeropuerto Internacional de Odesa                        | Wizz Air             | A32x      |                       |         |

### Carga
| Aerolíneas                                              | Destinos                            |
| ------------------------------------------------------- | ----------------------------------- |
| DHL Aviation operado por European Air Transport Leipzig | Leipzig/Halle, Sofia                |
| DHL Aviation operado por CityLine Hungary               | Leipzig/Halle                       |
| Polet Airlines                                          | Moscú-Domodedovo, Novosibirsk, Seúl |

El aeropuerto también es la base de Seagle Jet (afiliada a Seagle Air), VIP Air y el Servicio de Vuelo del Gobierno Eslovaco. También es utilizada por Air Transport Europe y otras aerolíneas para vuelos chárter, tanto de pasajeros como de carga.

## Estadísticas
Ver fuente y consulta Wikidata.
| Años              | 1997    | 1998    | 1999    | 2000    | 2001    | 2002    | 2003    | 2004    | 2005      | 2006      | 2007      | 2008      | 2009      | 2010      | 2011      | 2012      | 2013      |
| ----------------- | ------- | ------- | ------- | ------- | ------- | ------- | ------- | ------- | --------- | --------- | --------- | --------- | --------- | --------- | --------- | --------- | --------- |
| Pasajeros         | 285.983 | 324.219 | 276.092 | 283.714 | 293.326 | 368.203 | 480.011 | 893.614 | 1.326.493 | 1.937.642 | 2.024.142 | 2.218.545 | 1.710.018 | 1.665.704 | 1.585.064 | 1.416.010 | 1.373.078 |
| Carga (toneladas) | 1.641   | 1.443   | 1.605   | 2.878   | 3.171   | 4.831   | 10.736  | 6.972   | 3.633     | 5.055     | 1.969     | 6.961     | 11.903    | 17.717    | 20.530    | 22.563    |           |